# MEVZA liga (žene)
MEVZA liga za žene (eng. Middle European Volleyball Zonal Association, hrv. Srednjeeuropska odbojkaška liga) je regionalna odbojkaška liga u kojoj nastupaju klubovi iz Austrije,  Mađarske, Slovačke i Slovenije, dok su prethodno nastupali klubovi iz Češke i Hrvatske Osnovana je 2005. godine, a slijednicom je Interlige koja se igrala između 1992. i 2002.

## Sudionici 2013./14.
- Askö - Linz-Steg
- SVS Post - Schwechat
- TEVA - Gödöllő
- Vasas-Óbuda - Budimpešta
- Doprastav - Bratislava
- Slavia EU - Bratislava
- Calcit - Kamnik
- Nova KBM Branik - Maribor

## Prvaci i doprvaci
| sezona     | prvak                   | doprvak                 |
| MEVZA liga | MEVZA liga              | MEVZA liga              |
| ---------- | ----------------------- | ----------------------- |
| 2005./06.  | Hit Nova Gorica         | SVS Post Schwechat      |
| 2006./07.  | OMS Senica              | SVS Post Schwechat      |
| 2007./08.  | Hit Nova Gorica         | SVS Post Schwechat      |
| 2008./09.  | Rijeka KWSO             | SVS Post Schwechat      |
| 2009./10.  | Branik Maribor          | Split 1700              |
| 2010./11.  | Modřanská Prostějov     | SVS Post Schwechat      |
| 2011./12.  | Nova KBM Branik Maribor | SVS Post Schwechat      |
| 2012./13.  | Nova KBM Branik Maribor | SVS Post Schwechat      |
| 2013./14.  | Calcit Kamnik           | Nova KBM Branik Maribor |
| 2014./15.  | Nova KBM Branik Maribor | Nova KBM Branik Maribor |
| MEVZA kup  |                         |                         |
| 2015./16.  | Calcit Ljubljana        | Linamar Békéscabai RSE  |

### Prvaci Interlige
- 1992./93.  Post SV Beč
- 1993./94.  Mladost Zagreb
- 1994./95.  Eger SK
- 1995./96.  Eger SK
- 1996./97.  Eger SK
- 1997./98.  Post SV Beč
- 1998./99.  Post SV Beč
- 1999./00.  Nyierhaza RK
- 2000./01.  Post SV Beč
- 2001./02.  SV Swechat / PSV Telekom

## Poveznice i izvori
- Prvenstvo Hrvatske u odbojci za žene
- MEVZA liga (muškarci)
- službene stranice
- mevza.at, popis prvaka